# Route 94
Route 94 (eigentlicher Name Rowan Jones) ist ein britischer DJ und Produzent aus London.

## Biografie
Erste Erfolge hatte Rowan Jones mit 18 Jahren als Dubstep-Produzent unter dem Namen Dream in England und den USA. Unter dem Namen Route 94 erschien er 2012. Benannt hat er sich dabei nach der Interstate Route 94 in den USA, die Chicago und Detroit miteinander verbindet, wo House und Detroit Techno ihren Ursprung haben.
Auf dem im März 2012 erschienenen Mixtape der New York Transit Authority war er mit zwei Stücken beteiligt. Ein Jahr später war er ebenfalls mit zwei Stücken auf dem Sampler All Gone - Miami 2013 von Pete Tong & Skream vertreten. Außerdem war er des Öfteren in der Sendung von Skream und Benga in BBC Radio 1 zu hören. Ins Rampenlicht rückte er dann Ende des Jahres mit einem Remix des Nummer-eins-Hits Look Right Through von Storm Queen. Auf dem Top-Album Little Red von Katy B trat er außerdem als Produzent eines Tracks in Erscheinung.
Seine erste eigene Singleveröffentlichung hatte Rowan Jones im März 2014. Als Sängerin holte er sich Jess Glynne dazu, die kurz zuvor mit Clean Bandit den Nummer-eins-Hit Rather Be gehabt hatte. Der Debütsong My Love von Route 94 stieg ebenfalls auf Platz eins der britischen Singlecharts ein.

## Diskografie
Remixes
- Look Right Through / Storm Queen (2013)
- 5 AM / Katy B (2013)
- Always / MK feat. Alana (2013)

Singles
- Window (2012)
- Fly for Life (2012)
- 21st Century Love (2013)
- My Love (feat. Jess Glynne, 2014)
- My Love (2024) (mit Alex Wann & Jess Glynne, 2024)

## Auszeichnungen für Musikverkäufe
| Goldene Schallplatte - Belgien - 2014: für die Single My Love - Dänemark - 2014: für das Streaming My Love - Griechenland - 2025: für die Single My Love (2024) - Italien - 2014: für die Single My Love - Spanien - 2014: für die Single My Love | Platin-Schallplatte - Australien - 2014: für die Single My Love - Brasilien - 2024: für die Single My Love - Neuseeland - 2021: für die Single My Love - Schweden - 2014: für die Single My Love |

Anmerkung: Auszeichnungen in Ländern aus den Charttabellen bzw. Chartboxen sind in ebendiesen zu finden.
| Land/RegionAuszeichnungen für Musikverkäufe (Land/Region, Auszeichnungen, Verkäufe, Quellen) | Gold     | Platin     | Verkäufe  | Quellen              |
| -------------------------------------------------------------------------------------------- | -------- | ---------- | --------- | -------------------- |
| Australien (ARIA)                                                                            | —        | Platin1    | 70.000    | aria.com.au          |
| Belgien (BRMA)                                                                               | Gold1    | —          | 15.000    | ultratop.be          |
| Brasilien (PMB)                                                                              | —        | Platin1    | 60.000    | pro-musicabr.org.br  |
| Dänemark (IFPI)                                                                              | Gold1    | —          | —         | ifpi.dk              |
| Deutschland (BVMI)                                                                           | —        | Platin1    | 300.000   | musikindustrie.de    |
| Griechenland (IFPI)                                                                          | Gold1    | —          | —         | Einzelnachweise      |
| Italien (FIMI)                                                                               | Gold1    | —          | 15.000    | fimi.it              |
| Neuseeland (RMNZ)                                                                            | —        | Platin1    | 30.000    | radioscope.co.nz     |
| Schweden (IFPI)                                                                              | —        | Platin1    | 40.000    | sverigetopplistan.se |
| Spanien (Promusicae)                                                                         | Gold1    | —          | 30.000    | elportaldemusica.es  |
| Vereinigtes Königreich (BPI)                                                                 | —        | 3× Platin3 | 1.800.000 | bpi.co.uk            |
| Insgesamt                                                                                    | 5× Gold5 | 8× Platin8 |           |                      |